# Weightless (album d'Animals as Leaders)
Albums de Animals as Leaders
Animals as Leaders
(2009) The Joy of Motion
(2014)
Weightless est le deuxième album studio du groupe de djent américain Animals as Leaders sorti le 4 novembre 2011. Contrairement à son prédécesseur, Weightless n'a pas été composé seulement par Tosin Abasi mais par un trio de musiciens. Il a lui aussi été bien reçu par la critique, se voyant même attribuer un 10/10 par Under the Gun Review.

## Liste des titres
| No  | Titre                                   | Durée |
| --- | --------------------------------------- | ----- |
| 1.  | An Infinite Regression                  | 3:25  |
| 2.  | Odessa                                  | 4:14  |
| 3.  | Somnarium                               | 4:15  |
| 4.  | Earth Departure                         | 5:10  |
| 5.  | Isolated Incidents                      | 3:47  |
| 6.  | Do Not Go Gently                        | 3:41  |
| 7.  | New Eden                                | 2:40  |
| 8.  | Cylindrical Sea                         | 4:32  |
| 9.  | Espera                                  | 2:13  |
| 10. | To Lead You to an Overwhelming Question | 4:50  |
| 11. | Weightless                              | 5:16  |
| 12. | David                                   | 2:27  |

Tous les morceaux ont été écrits par Animals as Leaders.

## Composition du groupe
- Tosin Abasi - Guitare.
- Javier Reyes - Guitare.
- Navene Koperweis - Batterie.

## Production
- Javier Reyes - Ingénieur du son
- Dustin Miller - Ingénieur de mastering
- Jay Wynne - Artwork & design